# East End Lions FC
East End Lions Football Club – sierraleoński klub piłkarski z siedzibą we Freetown, występujący w Sierra Leone National Premier League (najwyższej klasie rozgrywkowej swego kraju).

## Sukcesy
- Sierra Leone National Premier League:
  - mistrzostwo (12): 1977, 1980, 1985, 1992, 1993, 1994, 1997, 1999, 2005, 2009, 2010, 2019.
- Puchar Sierra Leone:
  - zwycięstwo (4): 1965, 1973, 1980, 1989.

## Występy w afrykańskich pucharach
| Sezon | Rozgrywki                 | Runda   | Kraj                     | Klub                   | Dom | Wyjazd | Dwumecz                                  |
| ----- | ------------------------- | ------- | ------------------------ | ---------------------- | --- | ------ | ---------------------------------------- |
| 1981  | Puchar Mistrzów           | 1       |                          | Silures Bobo-Dioulasso | 1–1 | 0–1    | 1–2                                      |
| 1986  | Puchar Mistrzów           | wstępna | Gwinea Bissau            | UD Internacional       | –   | –      | 0–3 (rezygnacja z udziału w rozgrywkach) |
| 1990  | Puchar Zdobywców Pucharów | 1       | Liberia                  | LPRC Oilers            | 0–0 | 1–0    | 1–0                                      |
| 1990  | Puchar Zdobywców Pucharów | 2       | Burundi                  | Vital’O FC             | 0–0 | 0–0    | 0–2                                      |
| 1992  | Puchar CAF                | 1       | Senegal                  | ASEC Ndiambour         | 0–0 | 0–0    | 0–0 (k. 4–5)                             |
| 1994  | Puchar Mistrzów           | 1       | Mali                     | Stade Malien           | 2–0 | 0–2    | 2–2 (k. 2–3)                             |
| 1998  | Liga Mistrzów             | wstępna | Benin                    | Mogas 90 FC            | –   | –      | 0–3 (rezygnacja z udziału w rozgrywkach) |
| 2006  | Liga Mistrzów             | wstępna | Wybrzeże Kości Słoniowej | ASEC Mimosas           | 0–4 | 0–3    | 0–7                                      |
| 2010  | Liga Mistrzów             | wstępna | Tunezja                  | Espérance Tunis        | 2–2 | 2–3    | 4–3                                      |
| 2011  | Liga Mistrzów             | wstępna | Mali                     | Djoliba AC             | 0–2 | 0–2    | 0–4                                      |